# 史酷比
《叔比狗》（英語：Scooby-Doo，或譯作叔比狗、狗狗震）是由漢納巴伯拉動畫製作、喬·魯比、肯·斯皮爾斯所創作，華納兄弟探索發行的美國動畫系列，最初的系列《叔比狗，你在哪里！》於1969年播出，並在之後改編為其他媒體，例如電視劇、真人電影、電子遊戲和周邊商品等領域。
《叔比狗》最初於1969年至1976年在CBS播出，描繪著神秘事件公司的成員弗列德、黛芬、薇瑪、薛吉和他們會說話的大丹犬叔比狗，他們通過一系列的滑稽動作和失誤，以此來解開所謂的超自然生物的謎團。該節目後來轉移到美国广播公司。並播出了各種版本的《史酷比》直到1985年被取消，並在1988年至1991年間推出了一部以兒童角色為特色的衍生劇。
兩部由卡通频道工作室製作的《史酷比》重啟版作為Kids' WB華納動畫天地的一部分在WB電視網及CW電視網從2002年至2008年、2010至2018年間播出，為系列進行進一步的重新啟動。當前，各種《史酷比》系列經常在卡通網絡的姊妹頻道上於美國和其他國家播映。當前的《史酷比》系列仍在迴旋鏢流媒體服務和HBO Max的原創劇集播映。
2013年，電視指南將《史酷比》評為有史以來第五大電視卡通片。

## 主要內容
神秘事件公司（The Mystery, Inc.）的成员们駕著他們的小箱型車Mystery Machine（神奇萬能車），前往各地旅行，並在過程中遇見神秘事件，藉由解開神秘事件而聞名。

## 主要角色
- /（Scooby Doo；原版配音：最早Don Messick、最近Neil Fanning，台灣配音:林谷珍）

是一只大丹狗，薛吉的朋友和他有共同的兴趣爱好，能够说简单的英语，神秘侦探社的吉祥物。
- 薛吉/夏奇（1969-2022）（Shaggy Rogers，台灣配音:陳進益→孫誠）

长髮，個性膽小，收养史酷比，整个系列中薛吉是必定出现的角色。他的兴致通常不在解密而是食物上，雖說和史酷比看似無用，但兩人卻常作為每次破案的關鍵。
- 弗列德/費德（Fred Jones, Jr.，台灣配音:王希華→于正昌）

神秘事件公司的社长。弗列德运用生活的常识与清晰的思考力，拼凑出解开神秘案件的答案。
- 黛芬/戴芬（Daphne Blake，台灣配音:詹雅菁）

个性温柔活泼，擅长于任何物种交涉，很有同情心，而且武力值也在线。
- 威瑪/薇瑪（Velma Dinkley，台灣配音:魏晶琦→汪世瑋）

具有复杂缜密的心思。一遇到复杂的神秘案件，就靠威瑪提出逻辑思考及科学的方法，不管坏蛋留下什么线索，威瑪都能推论出其中的意义。
2023年推出以她為主角的刻集。

## 电视动画
| 系列 | 片名                                                                              | 播出年份  | 首播频道                      | 集数 | 季数 |
| ---- | --------------------------------------------------------------------------------- | --------- | ----------------------------- | ---- | ---- |
| 1    | 叔比狗，你在哪里！ Kids' WB! 華納動畫天地好玩叔比狗 Scooby-Doo, Where Are You!    | 1969–1978 | 哥伦比亚广播公司 美国广播公司 | 41集 | 3    |
| 2    | The New Scooby-Doo Movies                                                         | 1972–1973 | 哥伦比亚广播公司              | 24集 | 2    |
| 3    | 叔比狗 The Scooby-Doo Show                                                        | 1976–1978 | 美国广播公司                  | 40集 | 3    |
| 4    | 叔比狗誰來當家 Scooby-Doo and Scrappy-Doo                                         | 1979–1980 | 美国广播公司                  | 16集 | 1    |
| 5    | 叔比狗誰來當家 Scooby-Doo and Scrappy-Doo                                         | 1980–1982 | 美国广播公司                  | 33集 | 3    |
| 6    | 叔比狗与小皮 The All-New Scooby and Scrappy-Doo Show/The New Scooby-Doo Mysteries | 1983–1984 | 美国广播公司                  | 26集 | 2    |
| 7    | The 13 Ghosts of Scooby-Doo                                                       | 1985      | 美国广播公司                  | 13集 | 1    |
| 8    | A Pup Named Scooby-Doo                                                            | 1988–1991 | 美国广播公司                  | 27集 | 3    |
| 9    | 叔比的新鲜事 Kids' WB! 華納動畫天地叔比狗狗震 What's New, Scooby-Doo?             | 2002–2005 | WB电视网/Kids' WB华纳动画天地 | 42集 | 3    |
| 10   | 薛吉叔比狗趴趴走 Kids WB華納動畫天地叔比狗救地球 Shaggy & Scooby-Doo Get a Clue!  | 2006–2008 | CW电视网/Kids' WB华纳动画天地 | 26集 | 2    |
| 11   | 叔比狗神秘檔案 Scooby-Doo! Mystery Incorporated                                   | 2010–2013 | 卡通频道                      | 52集 | 2    |
| 12   | 叔比狗沒在怕 Be Cool, Scooby-Doo!                                                 | 2015–2016 | 卡通频道                      | 52集 | 2    |

## 电影
- 2002年翻拍為电影，中文譯名为《史酷比》。
- 2004年翻拍續集《史酷比2：怪兽偷跑》。
- 2009年翻拍续集《史酷比3：神祕開始（英语：Scooby-Doo! The Mystery Begins）》。
- 2010年翻拍续集《史酷比4：湖怪的詛咒（英语：Scooby-Doo! Curse of the Lake Monster）》。
- 2020年動畫電影《狗狗史酷比！》。

## 外部連結
- 维基共享资源上的相關多媒體資源：史酷比
- Official Warner Bros. site （页面存档备份，存于）